# Красногліни
Красногліни (пол. Krasnogliny) — село в Польщі, у гміні Рики Рицького повіту Люблінського воєводства.
Населення — 315 осіб (2011).

## Демографія
Демографічна структура станом на 31 березня 2011 року:
|          | Загалом | Допрацездатний вік | Працездатний вік | Постпрацездатний вік |
| -------- | ------- | ------------------ | ---------------- | -------------------- |
| Чоловіки | 151     | 25                 | 107              | 19                   |
| Жінки    | 164     | 29                 | 92               | 43                   |
| Разом    | 315     | 54                 | 199              | 62                   |